# Lucien Aimar
Lucien Aimar, född den 28 april 1941 i Hyères, är en fransk tidigare landsvägscyklist, som var professionell från 1965 till 1973. Hans främsta merit är totalsegern i Tour de France 1966, men på meritlistan återfinns även en totalseger i Dunkerques fyradagars 1967 och en fransk mästerskapstitel 1968.
Efter karriären tog Aimar över ledningen av Tour Méditerranéen 1974 och stannade kvar som loppets organisatör till och med 2012.

## Meriter

### Amatör
| 1963 8:a totalt i Tour de l'Avenir Vinnare av etapp 8 | 1964 2:a totalt i Tour de l'Avenir |

### Professionell
| 1965 3:a i Paris-Camembert 4:a totalt i Critérium du Dauphiné libéré 9:a totalt i Tour du Morbihan 10:a i Circuit des Boucles de la Seine 1966 Vinnare totalt av Tour de France Vinnare av Genua-Nice 2:a i La Flèche Wallonne 2:a totalt i Eibarko Bizikleta 3:a totalt i Escalada a Montjuïc 3:a i Circuit de l'Aulne 4:a totalt i Critérium National de la Route 5:a totalt i Critérium du Dauphiné libéré 5:a i Circuit d'Auvergne 7:a i linjelopp vid Världsmästerskapen 7:a i Critérium des As 8:a i Tour de l'Herault 9:a i GP de Cannes 9:a i Circuit des Boucles de la Seine 1967 Vinnare totalt av Dunkerques fyradagars Vinnare av Course de côte du mont Faron 2:a i linjelopp vid Franska mästerskapen 2:a i Manx Premier Trophy 4:a totalt i Paris-Nice 5:a i Paris-Tours 6:a totalt i Tour de France 6:a i Circuit des Boucles de la Seine 6:a i GP Forli 7:a totalt i Giro d'Italia 7:a i Polymultipliée 7:a i Grand Prix d'Isbergues 8:a i Tour de l'Herault | 1968 Fransk mästare i linjelopp 7:a totalt i Tour de France 7:a totalt i Paris-Nice 7;a totalt i À travers Lausanne 7:a i Trofeo Baracchi med Charly Grosskost 9:a totalt i Vuelta a España 9:a i Critérium National de la Route 10:a i linjelopp vid Världsmästerskapen 1969 4:a i GP Baden-Baden 5:a i Setmana Catalana 5:a totalt i Tour de l'Oise 10:a i Barcelona-Andorra 1970 Vinnare av Polymultipliée Vinnare av etapp 5 i GP du Midi-Libre 2:a i Bordeaux-Paris 2:a i Critérium National de la Route 3:a i Critérium des As 5:a totalt i Paris-Nice 8:a i Genua-Nice 8:a i Course de côte du mont Faron 1971 3:a i Rund um den Henninger Turm 4:a totalt i Tour de Corse 6:a totalt i Paris-Nice 9:a totalt i Tour de France 9:a i Grand Prix d'Isbergues 9:a i Bryssel-Meulebeke 1972 9:a totalt i Dunkerques fyradagars 10:a totalt i Volta a Catalunya 1973 Vinnare av etapp 5a i Dunkerques fyradagars 8:a i Bordeaux-Paris |